# Alessandro Malaguti
Alessandro Malaguti (22 de septiembre de 1987) es un exciclista italiano.

## Palmarés
2009 (como amateur)
- Gran Premio San Giuseppe

2011
- 1 etapa de la Vuelta a Uruguay

2013
- Route Adélie

2014
- 1 etapa del Tour de Hokkaido

## Resultados en Grandes Vueltas
| Carrera | Carrera         | 2011 | 2012 | 2013 | 2014 | 2015  | 2016 |
| ------- | --------------- | ---- | ---- | ---- | ---- | ----- | ---- |
|         | Giro de Italia  | —    | —    | —    | —    | 154.º | —    |
|         | Tour de Francia | —    | —    | —    | —    | —     | —    |
|         | Vuelta a España | —    | —    | —    | —    | —     | —    |

—: no participa

Ab.: abandono